# Taplejung flygplats
Taplejung flygplats, (IATA: TPJ, ICAO: VNTJ) även känd som Suketar flygplats, är en regional flygplats i Taplejung-distriktet i östra Nepal, cirka 200 kilometer öster om huvudstaden Katmandu. Flygplatsen är en populär utgångspunkt för bestigare av Kangchenjunga, världens tredje högsta berg, och även för besökare av det hinduiska templet Pathivara Devi. Landningsbanan blev asfalterad år 2016.
Flygplatsens landningsbana är ungefär 700 meter lång, vilket betyder att flygplatsen endast kan användas av helikoptrar, eller STOL-flygplan, som till exempel Dornier 228 och Twin Otter. På grund av flygplatsens läge på ett cirka 2400 meter högt berg, är den också väldigt beroende av väder, och kan plan inte landa på Taplejungs flygplats måste de istället flyga till Badrapurs flygplats i sydöstra Nepal, som tar ungefär 7-10 timmar att köra från till Taplejung-distriktet. Trots läget har hittills inga olyckor registrerats på flygplatsen. 

## Destinationer och flygbolag (2018)
| Flygbolag      | Destinationer    |
| -------------- | ---------------- |
| Nepal Airlines | Katmandu         |
| Summit Air     | Katmandu         |
| Tara Air       | Charter:Katmandu |

## Galleri

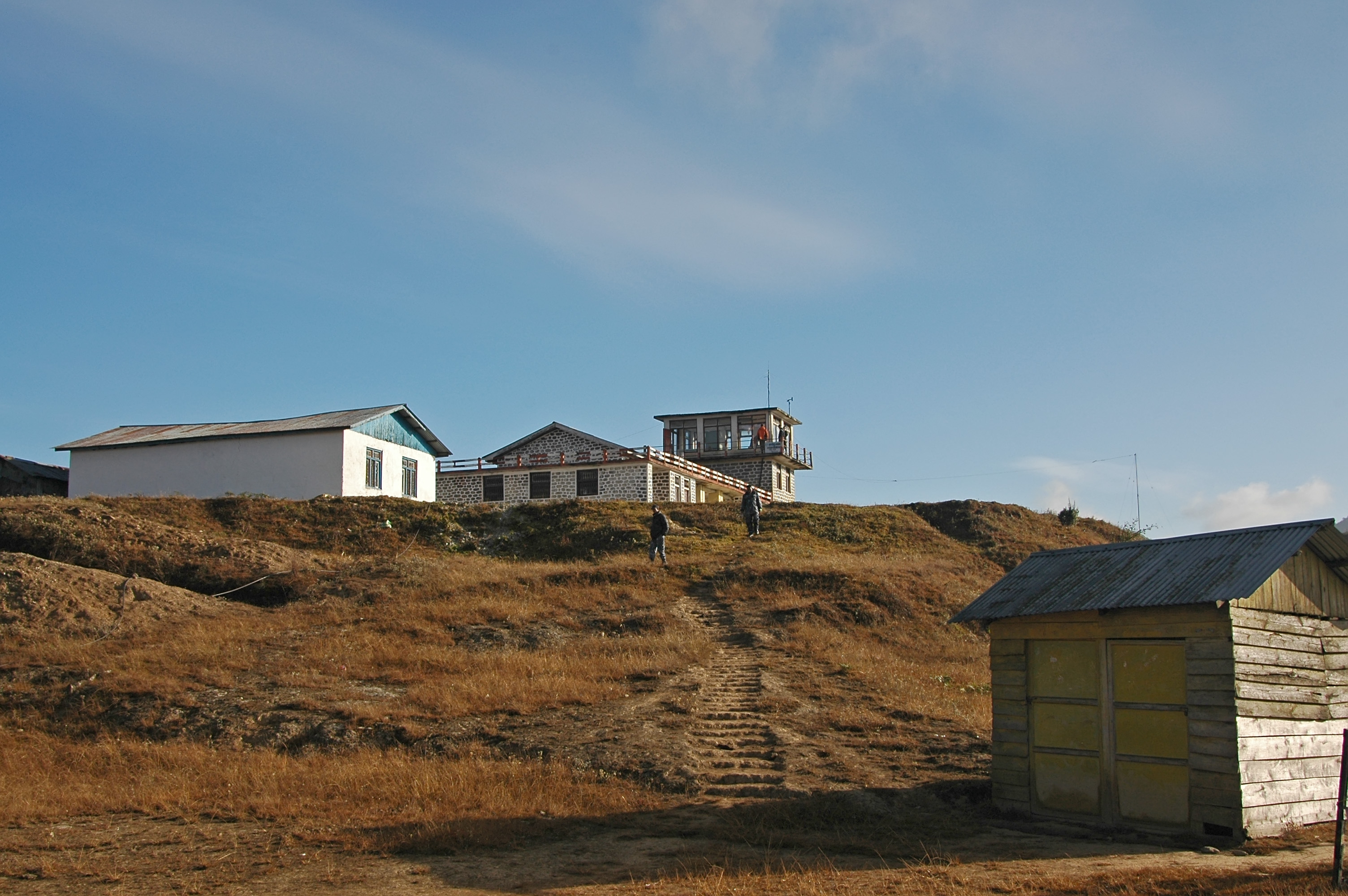
Suketar kontrolltorn
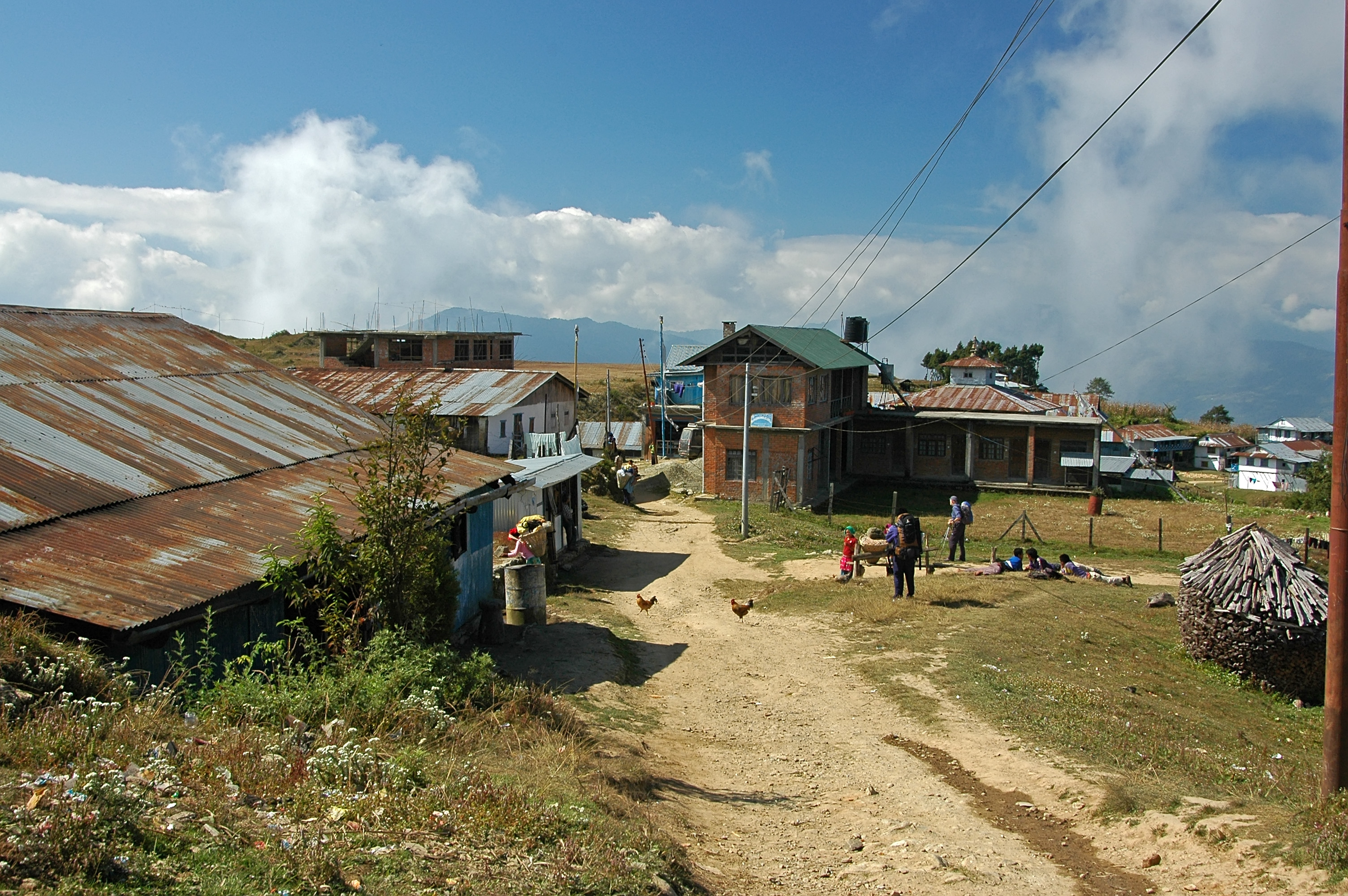
Suketar by